# Oncaeola specialis
Oncaeola specialis is een eenoogkreeftjessoort uit de familie van de Macrochironidae. De wetenschappelijke naam van de soort is voor het eerst geldig gepubliceerd in 1895 door Kramer.